# 江西农业大学
江西农业大学（英語：Jiangxi Agricultural University，英文缩写：JXAU）簡稱“江西农大”或“江农”，为中国江西省南昌市的一所公立大学。坐落于南昌市梅岭脚。
学校办学始于1905年创办的江西实业学堂。本科教育肇始于1940年创办的国立中正大学农学院。1969年江西农学院和江西共产主义劳动大学合并。1978年被确定为全省唯一的全国重点大学。1980年更名为江西农业大学。

## 历史沿革

### 江西实业学堂
- 1905年,江西实业学堂成立[1]。
- 1908年更名为江西高等农业学堂。
- 1912年1月 更名为江西高等农林学校。
- 1912年7月 更名为江西农林专门学校。
- 1914年 改称江西公立农业专门学校。
- 1927年 江西创设中山大学，江西公立农业专门学校并入该校，为其农业专门部。
- 1931年 改名为江西省立农艺专科学校。
- 1933年3月 江西农业院成立，学校更名为江西农业院附属农艺专科学校。
- 1935年 因经费短缺，江西农业院附属农艺专科学校停办。

### 国立中正大学
- 1940年 成立国立中正大学农学院，首任校长、植物学家胡先骕同时担任农学院教授[2]。
- 1949年5月 南昌解放。
- 1949年6月 国立中正大学被接管。
- 1949年8月 更名为国立南昌大学农学院，并与其他学校合并组建南昌大学[3]。
- 1950年2月 南昌大学独立设置，迁至青山湖新校址。
- 1951年5月 南昌大学增设师范部。
- 1952年10月 南昌大学农学院等合并，成立江西农学院[4]。

### 江西农学院
- 1952年10月 南昌大学农学院、江西省立兽医专科学校、南昌农业专科学校及河南农学院、湖南农学院、广西农学院兽医专业合并，成立江西农学院[5]。
- 1953年 江西农学院迁址南昌县莲塘。

### 江西共产主义劳动大学
- 1958年6月 江西共产主义劳动大学创办[6]。
- 1969年 江西农学院与江西共产主义劳动大学合并。

### 江西农业大学
- 1980年11月 更名为江西农业大学。
- 1981年 获批成为首批硕士学位和学士学位授予单位。
- 2003年 获得博士学位授予权。

## 学院与系设置
江西农业大学设有17个学院，各学院及其专业设置如下：
| 学院                  | 专业 | 学院                 | 专业                                                             |
| --------------------- | --- | -------------------- | ---------------------------------------------------------------- |
| 农学院                | - 农学（惟义实验班） - 农学 - 园艺 - 植物保护 - 动植物检疫 - 种子科学与工程 - 茶学 - 智慧农业                                                                                           | 计算机与信息工程学院 | - 电子商务 - 计算机科学与技术 - 数据科学与大数据技术             |
| 林学院 园林与艺术学院 | - 林学（惟义实验班） - 林学 - 智慧林业 - 城乡规划 - 林产化工 - 园林 - 风景园林 - 环境设计                                                                                               | 软件学院             | - 物联网工程 - 软件工程                                          |
| 动物科学技术学院      | - 动物科学（惟义实验班） - 动物科学 - 动物药学 - 动物医学 - 水产养殖学 | 人文与公共管理学院   | - 法学 - 公共事业管理 - 汉语言文学 - 音乐学                      |
| 工学院                | - 农业机械化及其自动化（惟义实验班） - 农业机械化及其自动化 - 电子信息工程 - 机械设计制造及其自动化 - 农业水利工程                                                                      | 化学与材料学院       | - 应用化学 - 材料化学                                            |
| 经济管理学院          | - 农林经济管理（惟义实验班） - 农林经济管理 - 工商管理 - 国际经济与贸易 - 会计学 - 金融学 - 经济学 - 经济学（数字化方向） - 会计学（中外高水平大学学生交流计划）                        | 职业师范学院         | - 教育技术学 - 数字媒体艺术 - 农艺教育                           |
| 国土资源与环境学院    | - 农业资源与环境（惟义实验班） - 农业资源与环境 - 环境科学与工程 - 环境科学与工程（中外高水平大学学生交流计划） - 地理信息科学 - 土地资源管理 - 土地资源管理（土地整治方向） - 旅游管理 | 食品科学与工程学院   | - 食品科学与工程（惟义实验班） - 食品科学与工程 - 食品质量与安全 |
| 生物科学与工程学院    | - 生物工程（惟义实验班） - 生物工程 - 制药工程 - 生物技术 - 生物技术（食用菌） - 生物技术（中外高水平大学学生交流计划）                                                                 | 外国语学院           | - 日语 - 英语                                                    |
| 军事体育部、武装部    | - （无具体专业） | 马克思主义学院       | - （无具体专业）                                                 |
| 继续教育学院          | - （无具体专业） | 南昌商学院           | - （无具体专业）                                                 |

## 著名校友
- 胡先骕 江西农业大学前身国立中正大学首任校长，中国植物分类学奠基人、中国近代生物学开创人之一。
- 杨惟义 国立中正大学农学院院长，江西农学院院长，中国科学院院士，中国昆虫学的奠基人之一。为中国现代农业昆虫学科的创始人。
- 万绍芬 国立中正大学毕业，原江西省省委书记，中国共产党的第一位女性省委书记。
- 颜龙安 中国工程院院士，1962年毕业于江西农学院。
- 黄路生 中国科学院院士，中国动物遗传育种学家，江西农业大学党委书记、教授，1984年毕业于江西农业大学畜牧专业。
- 李劲松 中国科学院院士,中国干细胞与胚胎发育学家,1993年毕业于江西农业大学畜牧兽医系。
- 周卫 中国工程院院士,河南农业大学校长，中国植物营养专家，河南省农业科学院院长，1983年考入江西农业大学农学系。
- 李宁  中国动物分子遗传育种学专家，中国工程院院士（2020年12月因犯贪污罪被撤销院士称号）1982年毕业于江西农业大学牧医系。
- 陈德铭 中华人民共和国商务部部长(2007年12月29日—2013年3月16日),现任北京清华大学台湾研究院院长，毕业于江西共产主义劳动大学农机系。

## 影视作品
文化大革命中，电影《决裂》由江西共产主义劳动大学和江西省文化局干部共同创作，表现在阶级斗争中江西共产主义劳动大学创办的过程。“四人帮”倒台后，《决裂》被定性为毒草影片（不是阴谋电影），导演李文化则遭遇停职检查的命运。